# Anton Grylewicz
Anton Grylewicz (* 8. Januar 1885 in Berlin; † 2. August 1971 ebenda) war ein deutscher kommunistischer, später sozialdemokratischer Politiker.

## Leben

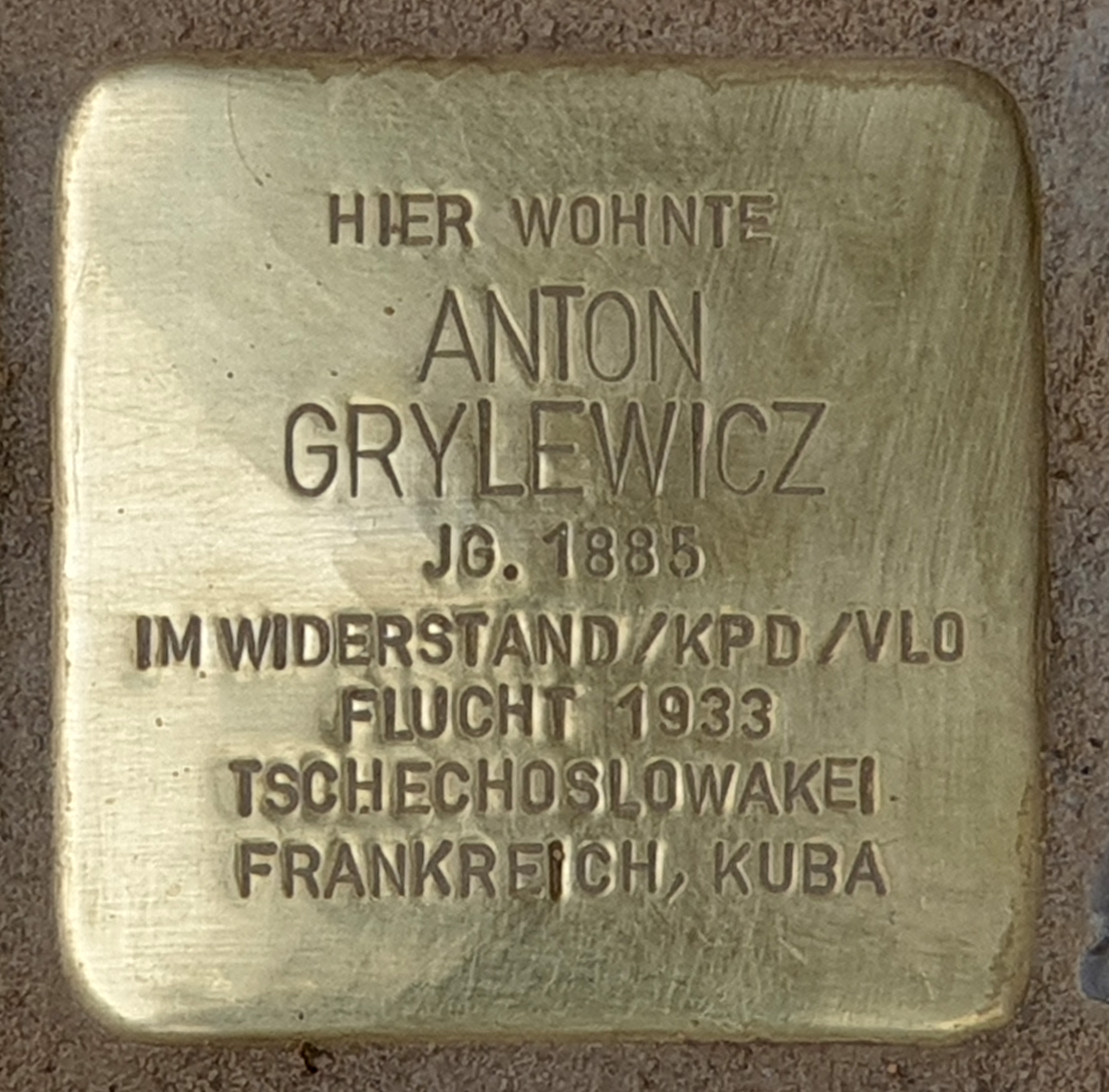
Stolperstein am Haus, Brusendorfer Straße 23, in Berlin-Neukölln

Der aus einer Arbeiterfamilie stammende Grylewicz absolvierte eine Schlosserlehre und arbeitete in verschiedenen Metallberufen. 1912 trat er der SPD bei und schloss sich 1917 nach deren Gründung der USPD an. 1918/19 war er ein führendes Mitglied der Revolutionären Obleute und war nach der Novemberrevolution zeitweise Stellvertreter des Polizeipräsidenten Emil Eichhorn. In dieser Funktion nahm er auch an der Seite der KPD am Spartakusaufstand teil. 1920 wurde Grylewicz Vorsitzender der Berliner USPD und war Teil der Mehrheit der USPD, welche sich mit der KPD zur VKPD vereinigte. In den nächsten Jahren nahm Grylewicz, der zum Organisationssekretär der KPD für Berlin-Brandenburg gewählt wurde, auch verschiedene kommunale Ämter für die Partei wahr. Zum linken Flügel der Partei zählend, beteiligte er sich 1923 in Moskau an Diskussionen zu Aufstandsvorbereitungen und wurde 1924 in die Parteizentrale gewählt, von Mai bis Oktober 1924 war er zusätzlich Reichstagsabgeordneter, ab Dezember 1924 bis 1928 Abgeordneter des Preußischen Landtages.
Im Herbst 1925 wurde er gemeinsam mit Arkadi Maslow und Paul Schlecht vor dem Reichsgericht in Leipzig angeklagt, jedoch bald danach amnestiert. Nach dem offenen Brief Stalins an die KPD 1925 aus der Partei- und Landtagsfraktionsleitung entfernt, begann Grylewicz die Zusammenarbeit der linken und ultralinken Strömungen in der KPD zu organisieren und wurde hierfür im April 1927 aus der Partei ausgeschlossen. Bis 1928 fungierte er als Vorsitzender der Gruppe (aus der KPD ausgeschlossener) Linker Kommunisten im preußischen Landtag und war Anfang 1928 Mitgründer des Leninbundes und bis 1930 dessen Reichsorganisationsleiter. 1929/30 war Grylewicz der Sprecher der trotzkistischen Minderheit im Leninbund, nach dem Bruch mit dessen Mehrheit um Hugo Urbahns gründete Grylewicz mit anderen die Vereinigte Linke Opposition der KPD (VLO, später Linke Opposition, LO). In dieser war Grylewicz, der 1930 arbeitslos geworden war, Mitglied der Leitung und ab 1931 Herausgeber des Parteiorgans Permanente Revolution und von Trotzki verfasster Broschüren.
Im März 1933 nach der Machtübertragung an die NSDAP und dem Reichstagsbrand musste Grylewicz, gegen den ein Haftbefehl vorlag, nach Prag fliehen; seine Frau, die zeitweise in Haft war, konnte einige Monate später nachfolgen. Grylewicz, der in der trotzkistischen Exilorganisation IKD keine Leitungsposition mehr einnahm, zog sich, ohne sich von seiner politischen Überzeugung zu verabschieden, 1937 aus der Politik zurück. Im November 1937 wurde er nach Intervention der sowjetischen Botschaft nach Norwegen ausgewiesen. Er kehrte wenig später illegal nach Prag zurück, von wo er wenig später (ebenfalls illegal) nach Paris weiterreiste. Dort wurde er 1939 nach Kriegsausbruch bis Ende 1941 interniert und konnte anschließend nach Kuba ausreisen, wo er bis 1955 lebte und als Tischler arbeitete. 1955 kehrte er, der seit 1933 wiederholt unter schweren Krankheiten litt, nach Berlin zurück, wo er als weiterhin überzeugter Trotzkist der SPD beitrat.
Am 22. Juni 2021 wurden vor seinem ehemaligen Wohnort in Berlin-Neukölln, Brusendorfer Straße 23, jeweils ein Stolperstein für ihn und seine Ehefrau verlegt.